# Morze Fidżi
Morze Fidżi – morze na wschód od wybrzeży Australii, od północy ograniczone wyspami Samoa i Santa Cruz, od wschodu natomiast przez wyspy Tonga i Kermadec. Należy do Oceanu Spokojnego, graniczy z Morzem Koralowym i Tasmana.